# Lynn Seymour
Pour les articles homonymes, voir Seymour.
Berta Lynn Springbett connue comme Lynn Seymour, née le 8 mars 1939  à Wainwright en Alberta et morte le 7 mars 2023, est une danseuse étoile et chorégraphe canadienne.

## Biographie

### Début de carrière
Lynn Seymour étudie le ballet à Vancouver.
En 1953, elle est auditionnée par Frederick Ashton et obtient une bourse à la Sadler's Wells Ballet School de Londres. Elle est dans la même classe qu'Antoinette Sibley et Marcia Haydée.
En 1956, elle rejoint le Covent Garden Opera Ballet, puis rejoint le Touring Royal Ballet en 1957 et un an plus tard dans le Royal Ballet en tant que danseuse soliste, et devient danseuse étoile en 1959.
Son premier rôle créé est l'adolescente dans The Burrow de Kenneth MacMillan en 1958, l'un des nombreux ballets sur lesquels elle travaille avec ce chorégraphe,. Sa technique lyrique, son style non conventionnel et sa puissance dramatique très intense sont développés à travers le large éventail de rôles qu'elle joue dont La Fille dans The Invitation en 1960 et Le Fiancé dans Le Baiser de la fée en 1960.
Elle fait rapidement ses débuts dans les classiques en dansant Odette-Odile en 1958, en tournée en Australie, Giselle et Aurora en 1960 et la jeune fille dans le ballet comique d'Ashton Les Deux Pigeons en 1961 dans lequel elle commence un partenariat très apprécié avec Christopher Gable. En 1964, elle danse avec lui et Rudolf Noureev dans Images of love de MacMillan au Royal Opera House à Londres.

### Renommée internationale et chorégraphie
Le rôle-titre de Roméo et Juliette de MacMillan, est créé pour elle en 1965 et bien que dansé par Margot Fonteyn lors de la première le 9 février,. Ce rôle la fait devenir la principale danseuse dramatique de sa génération,,.
De 1966 à 1969, elle est danseuse étoile du ballet de l'Opéra de Berlin sous la direction de MacMillan, où elle danse la première de son Concerto, dont le deuxième mouvement est inspiré par elle, et créé le rôle d'Anna Anderson dans la version en un acte d'Anastasia en 1967. Le 19 décembre 1969, elle danse Odette-Odile dans Le Lac des cygnes (version Kenneth MacMillan), avec Michaël Denard, dans le rôle de Siegfried.
Elle est invitée par diverses compagnies dont l'English National Ballet, le London Contemporary Dance Theatre (en), le Ballet national du Canada, l'Alvin Ailey American Dance Theater et l'American Ballet Theatre. Elle travaille avec différents chorégraphes comme  Antony Tudor, Jerome Robbins, Lar Lubovitch, Roland Petit et Félix Blaska, et est  souvent associée à Rudolf Noureev dans La Sylphide, Raymonda et autres. Avec Noureev, elle perfectionne sa technique en suivant la classe du professeur danois Stanley Williams,.
De 1971 à 1978, elle revient aux personnages de MacMillan tels que le rôle-titre dans la version en trois actes d'Anastasia en 1971 et Marie Vetsera dans Mayerling en février 1978, avec David Wall (en) dans le rôle du prince Rodolphe,. Ashton créé pour elle un solo très réussi intitulé Five Brahms Waltzes in the Manner of Isadora Duncan (en), interprété pour la première fois par Lynn Seymour lors d'un gala du Ballet Rambert en 1976 et dédié à Marie Rambert en reconnaissance de sa passion pour la danse d'Isadora Duncan qu'elle a partagé avec Ashton et le rôle de Natalia Petrovna dans Un mois à la campagne, avec Anthony Dowell dans le rôle de Belyaev, première le 12 février 1976 avec le Royal Ballet.
En 1977, elle danse Giselle réalisé par Peter Darrell (en) avec le Scottish Ballet, avec Rudolf Noureev, au Palais des sports à Paris.
Elle est elle-même chorégraphe,, créant son premier ballet Night Ride, sur une musique de Michael Finnissy, pour le Royal Ballet Choreographic Group en 1973. Ses autres œuvres incluent Gladly, Sadly, Badly, Madly pour le London Contemporary Dance Theatre (en), musique de Carl Davis, en 1975 ; Intimate Letters  pour Galina Samsova (en), musique de Leoš Janáček, en 1978 ; Wolfie pour la Rambert Dance Company, musique de Mozart, 1987 et Bastet pour le Birmingham Royal Ballet, musique Michael Berkeley, en 1988.

### Direction et fin de carrière
En 1978-1980, Lynn Seymour est directrice artistique du Bayerisches Staatsballett (en), le ballet du Bayerische Staatsoper de Munich où elle invite le jeune William Forsythe puis elle revient brièvement au Royal Ballet avant de prendre sa retraite en 1981 et d'y travailler occasionnellement par la suite comme coach,.
Elle apparait  en tant qu'actrice dans le film Dancers d'Herbert Ross avec Mikhaïl Barychnikov en 1987 et dans Wittgenstein de Derek Jarman en 1993 dans le rôle de Lydia Lopokova. En 1992, Andrew Logan exécute son portrait sculpté, conservé à la National Portrait Gallery.
Elle revient sur scène avec plusieurs petits rôles : dans A Simple Man de Gillian Lynne avec le Northern Ballet Theatre (en) en 1987, dans Escape at Sea avec la compagnie Second Stride en 1993, et avec la compagnie New Adventures dans Le Lac des cygnes de Matthew Bourne en 1996 et Cendrillon en 1997 dans lesquels elle créé le rôle de la belle-mère.
En 1989, à l'invitation de Peter Schaufuss de l'English National Ballet, elle sort de sa retraite pour danser pour la première fois Tatiana dans Onéguine de John Cranko à Londres et à nouveau le rôle titre d'Anastasia de MacMillan à New York.
En 2006-07, elle travaille à Athènes en tant que directrice artistique du Ballet national grec.
Elle est nommée commandeur de l'ordre de l'Empire britannique en 1976 et remporte le Evening Standard Drama Award l'année suivante. En son honneur, le prix Lynn Seymour Award for Expressive Dance est décerné chaque année à la Royal Ballet School.

### Vie privée
Lynn Seymour s'est mariée trois fois et a eu trois enfants : des jumeaux d'un danseur polonais qu'elle n'a pas épousé et un fils de son second mari.